# Campeonato Brasileiro de Futebol de 1997
O Campeonato Brasileiro de Futebol de 1997 foi a 42.ª edição do Campeonato Brasileiro e foi vencido pelo Vasco da Gama, que conquistou assim o seu terceiro título nacional, repetindo as campanhas de 1974 e 1989.
Foi o primeiro campeonato em que a decisão foram dois jogos com placar em branco: Vasco e Palmeiras ficaram no zero a zero tanto no jogo do Morumbi quanto no Maracanã, e o Vasco conquistou o título por ter somado mais pontos ao longo de todo o certame.
O campeonato de 1997 foi também marcado por mais uma "virada de mesa" da CBF, motivada por um escândalo de corrupção: O Caso Ivens Mendes, que estourou pouco antes do início do campeonato envolvendo dois clubes da Série A, Atlético Paranaense e Corinthians, provocou uma mudança no regulamento.
Fluminense e Bragantino, os dois últimos colocados do ano anterior, deveriam disputar a Série B, mas em vez disso o número de participantes aumentou para 26, incluindo o campeão e o vice da Série B de 1996, (União São João e América de Natal ), sem que nenhuma equipe fosse rebaixada. No caso do Fluminense, a decisão da CBF apenas adiou o rebaixamento, já que o clube voltou a ficar entre os últimos em 1997, desta vez sem ter havido comportamento inadequado de outros clubes. Já o Bragantino escapou do rebaixamento na última rodada, mesmo sendo derrotado por 7 a 0 pelo Internacional, uma vez que o Bahia apenas empatou com o Juventude e ficou com a última vaga para a Série B.
Neste campeonato ocorreu a partida que detém o recorde de menor público de todas as edições do Campeonato Brasileiro de Futebol. No dia 3 de dezembro de 1997, em jogo válido pela quinta rodada do Grupo A da segunda fase, Juventude e Portuguesa se enfrentaram no Olímpico diante de 55 espectadores.

## Participantes
| Equipe              | Cidade            | Estado | Em 1996      | Estádio (mando)  | Título(s)                                              |
| ------------------- | ----------------- | ------ | ------------ | ---------------- | ------------------------------------------------------ |
| América de Natal    | Natal             | RN     | 2º (Série B) | Machadão         | 0 (não possui)                                         |
| Atlético Mineiro    | Belo Horizonte    | MG     | 3º           | Mineirão         | 2 (1937, 1971)                                         |
| Atlético Paranaense | Curitiba          | PR     | 8º           | Arena da Baixada | 0 (não possui)                                         |
| Bahia               | Salvador          | BA     | 22º          | Fonte Nova       | 2 (1959, 1988)                                         |
| Botafogo            | Rio de Janeiro    | RJ     | 17º          | Maracanã         | 2 (1968, 1995)                                         |
| Bragantino          | Bragança Paulista | SP     | 24º          | Marcelo Stéfani  | 0 (não possui)                                         |
| Corinthians         | São Paulo         | SP     | 12º          | Pacaembu         | 1 (1990)                                               |
| Coritiba            | Curitiba          | PR     | 14º          | Couto Pereira    | 1 (1985)                                               |
| Criciúma            | Criciúma          | SC     | 21º          | Heriberto Hülse  | 0 (não possui)                                         |
| Cruzeiro            | Belo Horizonte    | MG     | 5º           | Mineirão         | 1 (1966)                                               |
| Flamengo            | Rio de Janeiro    | RJ     | 13º          | Maracanã         | 4 (1980, 1982, 1983, 1992)                             |
| Fluminense          | Rio de Janeiro    | RJ     | 23º          | Maracanã         | 2 (1970, 1984)                                         |
| Goiás               | Goiânia           | GO     | 4º           | Serra Dourada    | 0 (não possui)                                         |
| Grêmio              | Porto Alegre      | RS     | 1º           | Olímpico         | 2 (1981, 1996)                                         |
| Guarani             | Campinas          | SP     | 6º           | Brinco de Ouro   | 1 (1978)                                               |
| Internacional       | Porto Alegre      | RS     | 9º           | Beira-Rio        | 3 (1975, 1976, 1979)                                   |
| Juventude           | Caxias do Sul     | RS     | 19º          | Alfredo Jaconi   | 0 (não possui)                                         |
| Palmeiras           | São Paulo         | SP     | 7º           | Parque Antártica | 8 (1960, 1967, 1967 RGP, 1969, 1972, 1973, 1993, 1994) |
| Paraná              | Curitiba          | PR     | 16º          | Durival Britto   | 0 (não possui)                                         |
| Portuguesa          | São Paulo         | SP     | 2º           | Canindé          | 0 (não possui)                                         |
| Santos              | Santos            | SP     | 20º          | Vila Belmiro     | 6 (1961, 1962, 1963, 1964, 1965, 1968 RGP)             |
| São Paulo           | São Paulo         | SP     | 11º          | Morumbi          | 3 (1977, 1986, 1991)                                   |
| Sport               | Recife            | PE     | 10º          | Ilha do Retiro   | 1 (1987)                                               |
| União São João      | Araras            | SP     | 1º (Série B) | Hermínio Ometto  | 0 (não possui)                                         |
| Vasco da Gama       | Rio de Janeiro    | RJ     | 18º          | São Januário     | 2 (1974, 1989)                                         |
| Vitória             | Salvador          | BA     | 15º          | Barradão         | 0 (não possui)                                         |

## Fórmula de disputa
Primeira Fase: Os 26 clubes jogam todos contra todos, em turno único. Classificam-se para a fase final os oito primeiros colocados.
Segunda fase: Os oito classificados foram divididos em dois grupos de quatro. Jogam todos contra todos dentro dos grupos, em dois turnos. Classifica-se apenas o vencedor de cada grupo.
Final: Dois jogos, sendo que o mando de campo do segundo jogo e a vantagem em caso de duplo empate é do clube com melhor campanha em todo o campeonato.

## Primeira fase
| Pos. | Equipes                | P  | J  | V  | E  | D  | GP | GC | SG  | %  | Classificação ou rebaixamento     |
| ---- | ---------------------- | -- | -- | -- | -- | -- | -- | -- | --- | -- | --------------------------------- |
| 1    | Vasco da Gama          | 54 | 25 | 17 | 3  | 5  | 55 | 32 | +23 | 72 | Classificados às quartas-de-final |
| 2    | Internacional          | 51 | 25 | 15 | 6  | 4  | 52 | 21 | +31 | 68 | Classificados às quartas-de-final |
| 3    | Atlético Mineiro       | 47 | 25 | 14 | 5  | 6  | 42 | 33 | +9  | 65 | Classificados às quartas-de-final |
| 4    | Portuguesa             | 45 | 25 | 12 | 9  | 4  | 45 | 28 | +17 | 58 | Classificados às quartas-de-final |
| 5    | Flamengo               | 45 | 25 | 12 | 6  | 7  | 30 | 24 | +6  | 56 | Classificados às quartas-de-final |
| 6    | Santos                 | 41 | 25 | 12 | 5  | 8  | 39 | 33 | +6  | 54 | Classificados às quartas-de-final |
| 7    | Palmeiras              | 40 | 25 | 10 | 10 | 5  | 47 | 24 | +23 | 53 | Classificados às quartas-de-final |
| 8    | Juventude              | 37 | 25 | 9  | 10 | 6  | 24 | 20 | +4  | 49 | Classificados às quartas-de-final |
| 9    | Vitória                | 36 | 25 | 9  | 9  | 7  | 44 | 40 | +4  | 48 |                                   |
| 10   | Botafogo               | 34 | 25 | 8  | 10 | 7  | 32 | 32 | 0   | 45 |                                   |
| 11   | Sport                  | 33 | 25 | 9  | 6  | 10 | 34 | 32 | +2  | 44 |                                   |
| 12   | São Paulo              | 33 | 25 | 8  | 9  | 8  | 41 | 32 | 9   | 44 |                                   |
| 13   | Paraná                 | 32 | 25 | 8  | 8  | 9  | 30 | 30 | 0   | 42 |                                   |
| 14   | Grêmio                 | 31 | 25 | 7  | 10 | 8  | 34 | 47 | –13 | 41 |                                   |
| 15   | Coritiba               | 30 | 25 | 7  | 9  | 9  | 31 | 32 | –1  | 40 |                                   |
| 16   | América de Natal       | 30 | 25 | 7  | 9  | 9  | 31 | 40 | -9  | 40 |                                   |
| 17   | Corinthians            | 29 | 25 | 8  | 5  | 12 | 23 | 27 | –4  | 38 |                                   |
| 18   | Atlético Paranaense(1) | 28 | 25 | 9  | 6  | 10 | 37 | 41 | –4  | 37 |                                   |
| 19   | Goiás                  | 28 | 25 | 8  | 4  | 13 | 30 | 40 | –10 | 37 |                                   |
| 20   | Cruzeiro               | 28 | 25 | 6  | 10 | 9  | 30 | 35 | –5  | 37 |                                   |
| 21   | Guarani                | 28 | 25 | 6  | 10 | 9  | 36 | 43 | –7  | 37 |                                   |
| 22   | Bragantino             | 26 | 25 | 7  | 5  | 13 | 27 | 46 | –19 | 34 |                                   |
| 23   | Bahia                  | 26 | 25 | 6  | 8  | 11 | 39 | 49 | –10 | 34 | Rebaixados à Série B de 1998      |
| 24   | Criciúma               | 25 | 25 | 6  | 7  | 12 | 27 | 35 | –8  | 33 | Rebaixados à Série B de 1998      |
| 25   | Fluminense             | 22 | 25 | 4  | 10 | 11 | 26 | 41 | -15 | 29 | Rebaixados à Série B de 1998      |
| 26   | União São João         | 15 | 25 | 2  | 9  | 14 | 18 | 47 | -29 | 20 | Rebaixados à Série B de 1998      |

(1) O Atlético/PR perdeu cinco pontos por seu envolvimento no Caso Ivens Mendes.

## Desempenho por rodada
Clubes que lideraram o campeonato ao final de cada rodada:
| 1   | 2   | 3   | 4   | 5   | 6   | 7   | 8   | 9   | 10  | 11  | 12  | 13  | 14  | 15  | 16  | 17  | 18  | 19  | 20  | 21  | 22  | 23  | 24  | 25  | 26  | 27  | 28  | 29  | 30  | 31  | 32  |
| PAL | PAL | PAR | PAR | PAR | PAR | PAR | POR | PAL | PAL | PAR | PAL | INT | INT | INT | INT | INT | POR | POR | POR | POR | INT | INT | VAS | VAS | VAS | VAS | VAS | VAS | VAS | VAS | VAS |

Clubes que ficaram na última posição do campeonato ao final de cada rodada:
| 1   | 2   | 3   | 4   | 5   | 6   | 7   | 8   | 9   | 10  | 11  | 12  | 13  | 14  | 15  | 16  | 17  | 18  | 19  | 20  | 21  | 22  | 23  | 24  | 25  | 26  | 27  | 28  | 29  | 30  | 31  | 32  |
| ATP | ATP | ATM | ATM | VAS | CRI | CRI | USJ | FLU | FLU | ATP | FLU | CRI | USJ | USJ | USJ | USJ | USJ | USJ | USJ | USJ | USJ | USJ | USJ | USJ | USJ | USJ | USJ | USJ | USJ | USJ | USJ |

## Segunda fase

### Grupo A
| Segunda fase - Grupo A | Segunda fase - Grupo A | Segunda fase - Grupo A | Segunda fase - Grupo A | Segunda fase - Grupo A | Segunda fase - Grupo A | Segunda fase - Grupo A | Segunda fase - Grupo A | Segunda fase - Grupo A | Segunda fase - Grupo A | Segunda fase - Grupo A | Segunda fase - Grupo A |
| Time | Time                   | PG                     | J                      | V                      | E                      | D                      | GP                     | GC                     | SG                     |                        |                        |
| --- | ---------------------- | ---------------------- | ---------------------- | ---------------------- | ---------------------- | ---------------------- | ---------------------- | ---------------------- | ---------------------- | ---------------------- | ---------------------- |
| 1 | Vasco da Gama          | 14                     | 6                      | 4                      | 2                      | 0                      | 14                     | 5                      | 9                      |                        |                        |
| 2 | Flamengo               | 8                      | 6                      | 2                      | 2                      | 2                      | 7                      | 8                      | -1                     |                        |                        |
| 3 | Juventude              | 7                      | 6                      | 2                      | 1                      | 3                      | 6                      | 11                     | -5                     |                        |                        |
| 4 | Portuguesa             | 4                      | 6                      | 1                      | 1                      | 4                      | 5                      | 8                      | -3                     |                        |                        |
| PG - pontos ganhos; J - jogos; V - vitórias; E - empates; D - derrotas; GP - gols pró; GC - gols contra; SG - saldo de gols; AP - Aproveitamento |                        |                        |                        |                        |                        |                        |                        |                        |                        |                        |                        |

|  |            |
|  | Finalista. |

### Grupo B
| Segunda fase - Grupo B | Segunda fase - Grupo B | Segunda fase - Grupo B | Segunda fase - Grupo B | Segunda fase - Grupo B | Segunda fase - Grupo B | Segunda fase - Grupo B | Segunda fase - Grupo B | Segunda fase - Grupo B | Segunda fase - Grupo B | Segunda fase - Grupo B | Segunda fase - Grupo B |
| Time | Time                   | PG                     | J                      | V                      | E                      | D                      | GP                     | GC                     | SG                     |                        |                        |
| --- | ---------------------- | ---------------------- | ---------------------- | ---------------------- | ---------------------- | ---------------------- | ---------------------- | ---------------------- | ---------------------- | ---------------------- | ---------------------- |
| 1 | Palmeiras              | 16                     | 6                      | 5                      | 1                      | 0                      | 10                     | 4                      | 6                      |                        |                        |
| 2 | Santos                 | 7                      | 6                      | 2                      | 1                      | 3                      | 9                      | 10                     | -1                     |                        |                        |
| 3 | Internacional          | 6                      | 6                      | 2                      | 0                      | 4                      | 8                      | 10                     | -2                     |                        |                        |
| 4 | Atlético Mineiro       | 6                      | 6                      | 2                      | 0                      | 4                      | 6                      | 9                      | -3                     |                        |                        |
| PG - pontos ganhos; J - jogos; V - vitórias; E - empates; D - derrotas; GP - gols pró; GC - gols contra; SG - saldo de gols; AP - Aproveitamento |                        |                        |                        |                        |                        |                        |                        |                        |                        |                        |                        |

|  |            |
|  | Finalista. |

## A decisão
| 14 de dezembro de 1997 | Palmeiras | 0 – 0 | Vasco da Gama | Estádio do Morumbi, São Paulo                        |
|                        |           |       |               | Público: 54,243 Árbitro: GO Antônio Pereira da Silva |

Palmeiras: Veloso; Pimentel, Roque Júnior, Cléber e Júnior; Rogério, Marquinhos, Alex (Oséas) e Zinho; Euller (Edmílson) e Viola. Técnico: Luiz Felipe Scolari.
Vasco: Carlos Germano; Válber, Odvan, Mauro Galvão e Felipe; Luisinho, Nasa, Juninho (Mauricinho) e Ramon (Alex Pinho); Edmundo e Evair (Nélson). Técnico: Antônio Lopes.
- O jogador Edmundo, que havia recebido o terceiro cartão amarelo no jogo de 14 de Dezembro, estaria fora da decisão do dia 21. Mas, orientado pelo banco de reservas do Vasco, ofendeu o árbitro Antônio Pereira da Silva e foi expulso (o que também o deixaria fora do próximo jogo, de acordo com as normas da Fifa). No entanto, durante a semana, Edmundo foi julgado, e recebeu uma decisão favorável à sua participação na final.[5]

| 21 de dezembro de 1997 | Vasco da Gama | 0 – 0 | Palmeiras | Estádio do Maracanã, Rio de Janeiro                    |
|                        |               |       |           | Público: 89,200 Árbitro: SE Sidrack Marinho dos Santos |

Vasco da Gama: Carlos Germano; Válber, Odvan, Mauro Galvão e Felipe; Luisinho, Nasa, Juninho (Pedrinho) e Ramon; Edmundo e Evair (Nélson). Técnico: Antônio Lopes
Palmeiras: Veloso; Pimentel, Roque Júnior, Cléber e Júnior; Galeano (Marquinhos), Rogério, Alex (Oséas) e Zinho; Euller e Viola (Cris). Técnico: Luiz Felipe Scolari.

## Premiação
| Campeonato Brasileiro de Futebol de 1997          |
| Rio de Janeiro                                    |
| ------------------------------------------------- |
| Club de Regatas Vasco da Gama Campeão (3° título) |

## O Campeão

### Campanha do Vasco
33 jogos, sendo 21 vitórias, 7 empates e 5 derrotas,com 69 gols pró e 37 gols contra.

### Elenco do Vasco
Goleiro: Carlos Germano, Márcio e Caetano.
Laterais: Cafezinho, César Prates, Fabiano Eller, Felipe, Felipe Alvin e Maricá.
Zagueiros: Alex, Espíndola, Mauro Galvão, Moisés e Odvan.
Meio Campistas: Fabrício, Juninho, Luisinho, Nasa, Nelson, Pedrinho, Ramon e Válber.
Atacantes: Brener, Edmundo, Evair, Fabrício Carvalho, Luis Cláudio, Mauricinho e Sorato.
Técnico: Antônio Lopes

## Artilheiros
| Pos. | Jogador       | Clube            | Gols |
| ---- | ------------- | ---------------- | ---- |
| 1    | Edmundo       | Vasco            | 29   |
| 2    | Christian     | Internacional    | 24   |
| 3    | Dodô          | São Paulo        | 21   |
| 4    | Rodrigo Fabri | Portuguesa       | 17   |
| 5    | Valdir        | Atlético Mineiro | 16   |
| 6    | Guga          | Portuguesa       | 13   |
| 7    | Oséas         | Palmeiras        | 11   |

## Classificação Final
| Pos. | Equipes                | P  | J  | V  | E  | D  | GP | GC | SG  | %  | Classificação ou rebaixamento               |
| ---- | ---------------------- | -- | -- | -- | -- | -- | -- | -- | --- | -- | ------------------------------------------- |
| 1    | Vasco da Gama          | 70 | 33 | 21 | 7  | 5  | 69 | 37 | +32 | 72 | Fase de grupos da Copa Libertadores de 1998 |
| 2    | Palmeiras              | 58 | 33 | 15 | 13 | 5  | 57 | 28 | +29 | 60 |                                             |
| 3    | Internacional          | 57 | 31 | 17 | 6  | 8  | 60 | 31 | +29 | 59 |                                             |
| 4    | Atlético Mineiro       | 53 | 31 | 16 | 5  | 10 | 48 | 42 | +6  | 56 |                                             |
| 5    | Flamengo               | 50 | 31 | 14 | 8  | 9  | 37 | 32 | +5  | 54 |                                             |
| 6    | Portuguesa             | 49 | 31 | 13 | 10 | 8  | 50 | 36 | +14 | 53 |                                             |
| 7    | Santos                 | 48 | 31 | 14 | 6  | 11 | 48 | 43 | +5  | 52 |                                             |
| 8    | Juventude              | 44 | 31 | 11 | 11 | 9  | 30 | 31 | -1  | 50 |                                             |
| 9    | Vitória                | 36 | 25 | 9  | 9  | 7  | 44 | 40 | +4  | 48 |                                             |
| 10   | Botafogo               | 34 | 25 | 8  | 10 | 7  | 32 | 32 | 0   | 45 |                                             |
| 11   | Sport                  | 33 | 25 | 9  | 6  | 10 | 34 | 32 | +2  | 44 |                                             |
| 12   | São Paulo              | 33 | 25 | 8  | 9  | 8  | 41 | 32 | 9   | 44 |                                             |
| 13   | Paraná                 | 32 | 25 | 8  | 8  | 9  | 30 | 30 | 0   | 42 |                                             |
| 14   | Grêmio                 | 31 | 25 | 7  | 10 | 8  | 34 | 47 | –13 | 41 | Fase de grupos da Copa Libertadores de 1998 |
| 15   | Coritiba               | 30 | 25 | 7  | 9  | 9  | 31 | 32 | –1  | 40 |                                             |
| 16   | América de Natal       | 30 | 25 | 7  | 9  | 9  | 31 | 40 | -9  | 40 |                                             |
| 17   | Corinthians            | 29 | 25 | 8  | 5  | 12 | 23 | 27 | –4  | 38 |                                             |
| 18   | Atlético Paranaense(1) | 28 | 25 | 6  | 10 | 7  | 41 | 32 | –4  | 37 |                                             |
| 19   | Goiás                  | 28 | 25 | 8  | 4  | 13 | 30 | 40 | –10 | 37 |                                             |
| 20   | Cruzeiro               | 28 | 25 | 6  | 10 | 9  | 30 | 35 | –5  | 37 | Fase Final da Copa Libertadores de 1998     |
| 21   | Guarani                | 28 | 25 | 6  | 10 | 9  | 36 | 43 | –7  | 37 |                                             |
| 22   | Bragantino             | 26 | 25 | 7  | 5  | 13 | 27 | 46 | –19 | 34 |                                             |
| 23   | Bahia                  | 26 | 25 | 6  | 8  | 11 | 39 | 49 | –10 | 34 | Rebaixados à Série B de 1998                |
| 24   | Criciúma               | 25 | 25 | 6  | 7  | 12 | 27 | 35 | –8  | 33 | Rebaixados à Série B de 1998                |
| 25   | Fluminense             | 22 | 25 | 4  | 10 | 11 | 26 | 41 | -15 | 29 | Rebaixados à Série B de 1998                |
| 26   | União São João         | 15 | 25 | 2  | 9  | 14 | 18 | 47 | -29 | 20 | Rebaixados à Série B de 1998                |

Grêmio e Cruzeiro se classificaram para a Copa Libertadores de 1998 pelo fato de serem campeões da Copa do Brasil de Futebol de 1997 e Copa Libertadores de 1997. 
(1) O Atlético/PR perdeu cinco pontos por seu envolvimento no Caso Ivens Mendes.